# Continental (Ohio)
Continental es una villa ubicada en el condado de Putnam en el estado estadounidense de Ohio. En el Censo de 2010 tenía una población de 1153 habitantes y una densidad poblacional de 488,67 personas por km².

## Geografía
Continental se encuentra ubicada en las coordenadas 41°5′58″N 84°16′12″O / 41.09944, -84.27000. Según la Oficina del Censo de los Estados Unidos, Continental tiene una superficie total de 2.36 km², de la cual 2.31 km² corresponden a tierra firme y (2.31%) 0.05 km² es agua.

## Demografía
Según el censo de 2010, había 1153 personas residiendo en Continental. La densidad de población era de 488,67 hab./km². De los 1153 habitantes, Continental estaba compuesto por el 98.35% blancos, el 0.09% eran afroamericanos, el 0.09% eran amerindios, el 0.09% eran asiáticos, el 0.17% eran isleños del Pacífico, el 0.87% eran de otras razas y el 0.35% pertenecían a dos o más razas. Del total de la población el 3.12% eran hispanos o latinos de cualquier raza.